# Édouard de Andréis
Édouard De Andréis, né à Marseille le 27 octobre 1941,  a été un éditeur français important. Il a notamment créé les éditions Rivages. Il  est mort à Marseille le 31 mars 1992.

## Biographie professionnelle
Après ses études d'économie (DES, 1967), puis de sciences politiques à l'I.E.P (Sciences Po Paris, 1967), Édouard De Andréis, travaille dans différentes agences de publicité, dont Publicis Conseil comme assistant Chef de publicité (1968-1969), Young et Rubicam (1969-1972) puis de 1972 à 1976 chez Adam, Ossard, Goudard où il occupe la fonction de Directeur commercial. Après avoir répondu à une annonce parue dans le quotidien Le Monde, il est recruté, à partir du printemps 1976, comme directeur commercial des éditions du Seuil puis, de 1980 à 1984, il dévient le directeur général adjoint de cette entreprise éditoriale  sous la présidence de Michel Chodkiewicz. Il quitte le Seuil pour fonder les Editions Rivages avec Jacqueline et Jean-Louis Guiramand.

## L'édition
En 1984, Édouard De Andréis, avec Jacqueline et Jean Louis Guiramand, fonde les éditions "Rivages" à Marseille (celles-ci seront  rachetées en 1991, par l'éditeur  Payot qui prend le nom de Payot & Rivages). Accompagné de Franka de Mailly (ex L'Express et Jardin des Modes) et de  Jean-Pascal Billaud, il lance également city-magazine "City", dont le financement est assuré  par Jacqueline Beytout, présidente du groupe Les Échos. À ce magazine innovateur et très soigné sur le plan esthétique, collaborent notamment Ralph Gibson, Virginie de Borchgrave, Nathalie de Saint-Phalle, Gilles Barbedette, Patrice Bollon, Ariel Wizeman, Lise Bloch-Morhange, Lara Ubago, Rifat Ozbek, Patrick Mauriès, Jim Palette, Michael Lassell, François Guérif...

## Rivages et les best-sellers
En 1986, Edouard De Andréis, demande au spécialiste du roman policier  François Guérif un article sur le roman noir pour le magazine "City" qu'il dirige.  Il lui parle  également  de sa maison d'éditions, Rivages, qui a déjà publié, entre autres livres, quelques romans noirs. Le courant passe entre eux et Édouard De Andréis embauche François  Guérif dans sa maison d'édition où celui-ci relance la collection Rivages/Noir et publie Lune Sanglante de James Ellroy (qui avait été refusé (!)  par les autres éditeurs en France, Série noire, Presses de la Cité...). 
Un article de Jean-Patrick Manchette dans Libération fait décoller les  ventes de ce roman. Et la première édition de Lune Sanglante est épuisée en quelques semaines. Le succès se confirmera pour les deux autres romans suivants d'Ellroy, À cause de la nuit et La Colline aux suicidés, qui complètent la trilogie. Le Dahlia noir d'Ellroy est  édité en grand format et son succès contribue au développement de la collection Rivages/Thriller avec James Ellroy et Robin Cook.

## Biographie personnelle
Fils de Fabienne Mouriès, née Davin, et de Mario De Andréis, Édouard De Andréis est également le frère de Florence Caubet, auteur de "La cuisine Provençale d'aujourd'hui" et de Yves Mouriès, ex-président de la société de vêtements de sports et de loisirs  Aigle.
Édouard De Andréis a été marié à Anne Deren (1943-2009). Ils ont eu un fils, Raphaël De Andréis, né en 1969, et  une fille, Amélie De Andreis, née en 1971. Raphaël a épousé Mariu Bighini-Roversi, créatrice de la marque chic pour enfants Zef. Raphaël De Andréis a été président de l'agence BETC-Euro RSCG  (première agence de publicité française) de mars 2007 à janvier 2012, puis il a rejoint Canal+ comme directeur général adjoint du pôle édition, chargé des activités de télévision payante (incluant les chaînes premium et thématiques du groupe). Il dirige aujourd'hui le groupe Havas Village en France. Raphaël et Mariu De Andréis ont deux filles Chiara, née en 1998, Inès, née en 2000 et un fils, Joseph, né en 2009.
Amélie a été Directrice des Archives et gestion des droits pour l'ensemble des Publications Condé Nast et Directrice Créative et Artistique pour Luxury Retreats/Airbnb. Elle est mariée à Christophe Airault (ESTP et ESSEC). Ils ont une fille, Ava, née en 2007 et un fils, Georges, né en 2009. 
La seconde épouse d'Édouard, Véronique De Andréis a lancé la collection "Maisons d'hôtes de charme" chez Payot & Rivages.